# Petrochan (schronisko)
Petrochan (bułg. Петрохан) – schronisko turystyczne w Starej Płaninie w Bułgarii. 

## Opis i położenie
Jest położone 2 km na południowy wschód od Przełęczy Petrochańskiej. Jest to murowany dwupiętrowy budynek o pojemności 76 miejsc z własnymi węzłami sanitarnymi i łaźniami. Posiada bieżącą wodę i centralne ogrzewanie, jest zelektryfikowane. Dysponuje restauracją i barem. Ma wyznaczone miejsce do parkowania. Droga do schroniska jest asfaltowana.
Sąsiednie obiekty turystyczne:
- schronisko Kom – 3,30 godz.
- schronisko na Przełęczy Petrochańskiej – 30 min..
- szczyt Todorini kukli (1785 m n.p.m.) – 2 godz.
- schronisko Probojnica – 5 godz.

Szlaki są znakowane.
Punkty wyjściowe:
- Przełęcz Petrochańska – 2 km asfaltową drogą (30 min znakowanym szlakiem)
- Wyrszec (dzielnica Zanożene) – 6 godz. znakowanym szlakiem przez Todorini kukli

Schronisko położone jest na szlaku  Kom - Emine